# Nikolaj Ovčarov
Nikolaj Ovčarov (in bulgaro Николай Овчаров?; Veliko Tărnovo, 19 luglio 1957) è un archeologo e tracologo bulgaro.
Nikolaj Ovčarov è noto per le sue campagne di scavo a Perperikon, un'antica città trace sul versante orientale dei Rodopi, e a Tatul, necropoli e santuario preistorico vicino al villaggio omonimo.

## Biografia
Nikolaj Ovčarov si è laureato in storia all'Università di Sofia nel 1981 e si è specializzato in archeologia e tracologia all'Accademia bulgara delle scienze. Ovčarov ha conseguito un dottorato (PhD) e un dottorato scientifico (D.Sc.) in storia presso l'Istituto archeologico nazionale e ha ricevuto il titolo professorale all'Istituto slavo internazionale, un'università moscovita. Nel 2012 è divenuto accademico dell'Accademia bulgara delle scienze.

### Campagne di scavi a Perperikon e a Tatul
Nikolaj Ovčarov è noto soprattutto per le sue campagne di scavo a  Perperikon, un'antica città trace sul versante orientale dei Rodopi. Il sito ospita un famoso santuario oracolare dedicato al culto di Dioniso, il dio greco della fertilità, costruito dai Bessi, una tribù trace indipendente.
Nel 2005, studiosi tedeschi dell'Università di Heidelberg hanno confermato che due frammenti piuttosto piccoli scoperti da Ovčarov sui Rodopi orientali recano iscrizioni in Lineare A minoico risalenti al XV secolo a.C. Nell'agosto del 2006, Ovčarov ha dichiarato che su un ciottolo risalente al 5000 a.C. era presente una scrittura sconosciuta. Si pensa che il ciottolo sia stato ritrovato in Bulgaria negli anni 1980.
Ovčarov è anche celebre per le sue campagne di scavi a Tatul, una tomba trace di superficie nella Bulgaria meridionale. Tatul era un centro religioso di importanza regionale e secondo Ovčarov era sede di un santuario con il mausoleo di un importante leader trace che fu divinizzato dopo la morte. Ovčarov ha teorizzato che Tatul sia stata in relazione con il culto di Orfeo, leggendario musico e profeta della religione dell'antica Grecia.

### Campagne internazionali e attività accademica
Oltre alle campagne di Perperikon e di Tatul, Ovčarov ha guidato spedizioni archeologiche in Georgia, Grecia, Macedonia del Nord, Montenegro, Russia, Serbia e Turchia. Ovčarov ha tenuto lezioni in Bulgaria e all'estero, visitando fra le altre l'Università dell'Illinois - Chicago, la Columbus State University, l'Università Carolina di Praga, l'Università di Gand, l'Università degli Urali di Ekaterinburg, l'Università di Cipro di Nicosia, l'Università Nazionale Capodistriana di Atene, l'Università federale dell'Estremo Oriente di Vladivostok e l'Università di lingue straniere di Pechino. Ovčarov insegna storia alla Nuova Università Bulgara e all'Università slava di Mosca.
Ovčarov è uno studioso affermato, con oltre 68 monografie e libri al suo attivo, e più di 300 articoli scientifici pubblicati in Austria, Bulgaria, Germania, Grecia, Italia, Kazakistan, Macedonia del Nord, Malta, Moldavia, Montenegro, Paesi Bassi, Polonia, Repubblica ceca, Russia, Serbia, Stati Uniti d'America e Ucraina. Dal 2005 al 2018, Ovčarov è stato autore di una rubrica della fine settimana sul quotidiano bulgaro Standart, incentrata sulle tematiche della storia, dell'archeologia e del turismo culturale. Nel 2019, Ovčarov ha incominciato una collaborazione con il quotidiano Trud, per cui scrive una rubrica della fine settimana su storia e archeologia. Dal 2002 al 2007, Ovčarov ha condotto Изгубеният Граал (Izgubenijat graal, "Il graal perduto") una trasmissione di storia sulla televisione bulgara Evrokom. La trasmissione ha ricevuto numerosi riconoscimenti, fra cui un premio da parte dell'Accademia radiotelevisiva euroasiatica di Mosca.  

### Altre attività culturali
Oltre alla sua attività di archeologo e di accademico, Ovčarov si è impegnato in diverse attività culturali in Bulgaria. Dal 2014 al 2021 è stato consigliere capo del ministro della cultura. Dal 2018 al 2019 Ovčarov ha organizzato l'initiativa governativa Мисия България  (Misija Bălgarija, "Missione Bulgaria") con il professore Plamen Pavlov, eminente storico. Come parte dell'iniziativa, Ovčarov e Pavlov hanno tenuto lezioni di storia e cultura bulgara in università e ambasciate, ad esempio in Cina, India, Russia e Svizzera.

## Riconoscimenti
- 2000: cittadino onorario di Kărdžali.[10]
- 2009: premio Aleksandăr Fol, per la sua ricerca nel campo della tracologia.[11]

- 2017: premio «Златен век» (Età dell'Oro) del Ministero della Cultura della Bulgaria.[12]
- 2017: cittadino onorario di Zlatograd.
- 2018: cittadino onorario di Tărgovište[13] e di Sofia.[14]
- 2024: titolo di professore onorario da parte dell'Accademia di Economia di Svištov.[15]